# West Arkeen
West Arkeen (18 de junio de 1960 - 30 de mayo de 1997) fue un músico estadounidense, conocido por coescribir varias canciones de la banda Guns N' Roses.
Fue coautor lírico en temas como It's So Easy y compuso parte de la música en temas como Patience, Yesterdays, The Garden. Colaboró con Guns N' Roses desde sus inicios, íntimo amigo de la banda, compartió muchas aventuras y desventuras Gunners. 
Trabajó estrechamente con Guns N' Roses en los Use Your Illusions e incluso los acompañó en algunos tramos de la gira de presentación antes de la edición de los Illusions.
Editó un solo álbum con su grupo The Outpatience. Hay que destacar que en el disco participan Izzy Stradlin, Slash, Axl Rose y Duff McKagan de Guns N’ Roses y el corremástiles Steve Stevens.
West, tenía un estilo de vida muy parecido a Steven Adler, en esta ocasión corrió peor suerte que el baterista y en 1997 murió de una sobredosis de heroína. Fue encontrado sin vida en su casa de Los Ángeles.
El álbum Live Era: '87-'93 está, en parte, dedicado a él.
- Datos: Q555774